# نهائي كأس فرنسا 2011
نهائي كأس فرنسا 2011 هي المباراة النهائية من منافسة كأس فرنسا 2010–11، أقيمت المباراة في 14 مايو 2011، في ملعب فرنسا، بين فريقي باريس سان جيرمان، ونادي ليل، وفاز فيها نادي ليل، وكان حكم المباراة كليمان توربان، وحضر المباراة 79000 شخصاً.